# Asteroid
Asteroíd je majhno, trdno nebesno telo v našem Osončju, ki kroži okoli Sonca. Asteroid je vrsta malega planeta (oziroma planetoida) in je veliko manjši od planetov. Za večino asteroidov verjamemo, da so ostanki protoplanetnega diska, ki se pri nastanku Osončja niso razvili, oziroma vključili v planete. Nekateri asteroidi imajo tudi lune. Večina asteroidov se nahaja znotraj asteroidnega pasu z eliptičnimi tirnicami med Marsom in Jupitrom.

## Poimenovanje in določitev
Besedo »asteroid«, ki pomeni kot zvezda (grško asteroeides, aster - zvezda + eidos - oblika, lik), je leta 1802 skoval sir William Herschel, kmalu potem, ko je Olbers odkril drugi asteroid Palas. Isti izraz je hotel uporabiti tudi za majhne naravne satelite planetov velikanov. Prvi znanstveni članek, ki je uporabil besedo, je bil Ermanov iz leta 1840.
Natančno poimenovanje asteroidov ni opredeljeno. Delovna določitev je, da je premer asteroidov večji od 50 m, in s tem jih ločimo od meteoroidov, ki so po navadi velikosti večje skale ali manjši. Razlikujemo jih tudi zaradi tega, ker so asteroidi dovolj veliki, da lahko neovirano prečkajo Zemljino ozračje in naredijo ogromno škodo, medtem ko manjši meteoroidi razpadejo visoko v ozračju.
Zaradi tega bi bilo najboljše uporabljati izraz »asteroid« za telesa v Osončju, ki so večji od meteoroidov, manjši od planetov in, ki jih sestavljajo kamnine in ne led.
Za še bolj natančen opis teles v našem Osončju glej Osončje in za telesa, manjša od planetov, ki vključujejo asteroide, glej mali planet.
Včasih uporabljajo izraz umetni asteroid za objekte, ki jih je izdelal človek in so končala na tiru okoli Sonca. Takšen primer je Mariner 4.

## Zemljino Osončje
V Zemljinem Osončju so odkrili na tisoč asteroidov. Do 28. oktobra 2004 so dovolj natančno izračunali 96.154 tirnic »majhnih planetov«, da bi jih lahko tudi uradno imenovali. Uradno so jih do sedaj imenovali 11.887. Trenutna ocena za celotno število asteroidov v Osončju je nekaj milijonov. Največji asteroid je Ceres, ki so ga tudi najprej odkrili. Njegov premer je od 900 do 1000 km. Druga dva velika asteroida sta Palas in Vesta s premeroma okoli 500 km.

## Razvrstitev asteroidov
Asteroide po navadi razvrščajo v skupine na podlagi lastnosti tirnic in na podlagi podrobnosti spektra sončne svetlobe, ki jo odbijajo.

### Skupine in družine tirnic
Asteroide razdelimo v skupine in družine na podlagi lastnosti njihovih tirnic. Običajno imenujejo skupino asteroidov po prvemu članu te skupine, ki ga odkrijejo. Skupine so relativno proste dinamične povezave, družine pa so bolj »tesno« povezane in izhajajo od razpada velikega starševskega asteroida daleč v preteklosti.
Za popoln seznam znanih skupin in družin asteroidov glej mali planet.

### Spektralna razvrstitev
Leta 1975 so Clark R. Chapman, David Morrison in Ben Zellner razvili taksonomski sistem asteroidov na podlagi barve, odbojnosti in spektralne oblike. Te lastnosti odgovarjajo sestavi snovi na površinah asteroidov. Izvirno so razvrstili le tri tipe asteroidov:
- asteroidi tipa C - karbonatni, 75 % znanih asteroidov
- asteroidi tipa S - silikatni, 17 % znanih asteroidov
- asteroidi tipa M - kovinski, večina preostalih asteroidov.

Ta seznam so od tedaj razširili še na druge tipe asteroidov. Število tipov z raziskovanjem asteroidov narašča. Za popoln seznam glej seznam asteroidnih tipov.
Razmerje znanih asteroidov, ki pade v različne spektralne tipe, nujno ne odslikava razmerja vseh asteroidov tega tipa. Nekatere tipe je lažje zaznati od drugih.

#### Problemi s spektralno razvrstitvijo
Izvirno so spektralne določitve temeljile na podlagi sestave asteroidov:
- C - karbonatni
- S - silikatni
- M - kovinski

To je vodilo v veliko zmedo, čeprav asteroidni tip sam ne nakazuje njegovo sestavo. Medtem ko bodo asteroidi z različnimi spektralnimi razvrstitvami po vsej verjetnosti sestavljeni iz različne snovi, pa ni rečeno, da bodo asteroidi znotraj istega taksonomskega razreda sestavljeni iz iste snovi. Znanstveniki se niso mogli sporazumeti glede novega taksonomskega sistema za asteroide in zaradi tega je določitev spektralne razvrstitve zastala.

## Odkrivanje asteroidov

### Zgodovinski postopki odkrivanj
V zadnjih dveh stoletjih so se postopki odkrivanj asteroidov zelo izboljšali.
V zadnjih letih 18. stoletja je baron Franz Xaver von Zach sestavil skupino 24 astronomov, ki naj bi iskala »manjkajoči planet«. Ta se naj bi po Titius-Bodejevem zakonu nahajal na razdalji okoli 2,8 a.e. od Sonca. Na njihovo odločitev je delno vplivalo Herschlovo odkritje planeta Uran leta 1781 na razdalji, ki ga je »predvidel« zakon. Za to nalogo so morali pripraviti na roko narisane nebesne karte za vse zvezde v pasu zodiaka vse do dogovorjene meje vidnosti. V naslednjih nočeh so nebo ponovno kartirali in na ta način naj bi odkrili katerokoli gibajoče telo. Pričakovano gibanje manjkajočega planeta je bilo okoli 30 ločnih sekund na uro, kar so opazovalci že znali zaznati.
Prvi asteroid Ceres ni odkril član te skupine in še to bolj po nesreči leta 1801. V nekaj letih so odkrili še tri druge, Palasa in Juna, ter leta 1807 še Vesto. V naslednjih osmih letih brezplodnega iskanja je večina astronomov menila, da asteroidov ni več in je prenehala z iskanji.
Karl Ludwig Hencke je vztrajal in leta 1830 začel spet iskati asteroide. Petnajst let kasneje je odkril Astrejo, prvi novi asteroid v 38. letih. V manj kot dveh letih je odkril še Hebo. Po tem so drugi astronomi začeli z iskanjem in skoraj vsako leto so odkrili nov asteroid, razen v času vojne leta 1945. Najbolj znani astronomi, ki so v tej začetni dobi odkrivali asteroide so bili John Russel Hind, Annibale de Gasparis, Karl Theodor Robert Luther, Hermann Mayer Salomon Goldschmidt, Jean Chacornac, James Ferguson, Norman Robert Pogson, Ernst Wilhelm Leberecht Tempel, James Craig Watson, Christian Heinrich Friedrich Peters, Alphonse Louis Nicolas Borrelly, Johann Palisa, Paul in Prosper Henry ter Auguste Honoré Charlois.
Leta 1891 je Max Wolf za odkrivanje asteroidov uvedel astrofotografijo. Asteroidi so bili na močno osvetljenih fotografskih ploščah kratke črte. To je zelo povečalo odstotek odkrivanja v primeri s prejšnjimi optičnimi postopki. Wolf sam je odkril 248 asteroidov, najprej istega leta 323. asteroid Brucio. Stoletje kasneje so odkrili, oštevilčili in imenovali le nekaj tisoč asteroidov. Vedelo se je, da jih je veliko več, vendar se večina astronomov ni utrujala z njimi. Imenovali so jih »zajedavci neba«.

### Sodobni postopki odkrivanj
Do leta 1998 so asteroide odkrivali s postopki v štirih korakih. Najprej so z daljnogledom s širokim poljem fotografirali predel neba. Pari fotografij so si po navadi sledili vsako uro. Večkratne pare so lahko slikali v več dnevih. V drugem koraku, so pod stereoskopom pregledali oba filma. Vsako telo v tirnici okoli Sonca se bi med dvema paroma filmov malo premaknilo. Pod stereoskopom bi slika telesa plavala nekoliko nad zvezdnim ozadjem. Ko so gibajoče telo zaznali, so v tretjem koraku z digitalnim mikroskopom natančno izmerili njegovo lego. Lego so določili glede na znane lege zvezd.
Ti trije koraki še niso bili odkritje asteroida. Opazovalec je odkril le navidezno sliko telesa, ki je dobila začasno oznako. V zadnjem koraku odkritja je opazovalec poslal lege in čas opazovanj Brianu Marsdenu, vodji Središča za male planete (MPC). Marsden je s pomočjo računalniških programov izračunal ali se navidezna slika telesa prilega drugim slikam in tirnici. Če se je slika ujemala, so opazovalca proglasili za odkritelja. Ko so telo oštevilčili, je lahko določil tudi ime, kar je potrdila še Mednarodna astronomska zveza (IAU).

### Imenovanje odkritih asteroidov
Ko asteroidu potrdijo tirnico, ga oštevilčijo, kasneje pa dobi morda še ime. Na primer 1 Ceres. Prvi asteroidi se imenujejo po likih iz grško-rimske mitologije. Teh imen je kmalu zmanjkalo in začeli so uporabljati še druga. Imena znanih osebnosti, imena njihovih žena in celo imena likov iz televizije. Nenapisana tradicija rabe le ženskih imen je trajala do poimenovanja asteroida 334 Chicago. Celo tedaj so se na seznamu pojavljala nenavadna ženska imena.
Nekatere skupine imajo imena z občo temo. Na primer Kentavri, asteroidi, ki krožijo med Saturnom in Neptunom, se vsi imenujejo po legendarnih kentavrih. Trojanci se imenujejo po junakih iz trojanske vojne. Za cel seznam glej pomeni asteroidnih imen. Leta 2003 so odkrili nov razred asteroidov, Apohelce. Prvi član te skupine je 2003 CP20. Tirnice teh asteroidov ležijo zmeraj znotraj Zemljine.

### Nedavna tehnologija: odkrivanje nevarnih asteroidov
Vedno bolj narašča zanimanje za odkrivanje asteroidov, katerih tirnice se sekajo z Zemljino in, ki bi lahko trčili z našim planetom. (glej asteroide, ki prečkajo Zemljino tirnico). Tri najpomembnejše skupine blizuzemeljskih asteroidov so Apolonci, Amorci in Atonci. Predlagali so več strategij odvrnitve asteroidov. Da bi preprečili trke z Zemljo, je novembra 2021 NASA sprožila misijo, v kateri bo poskušala s pomočjo plovila DART spremeniti pot asteroida.
Blizuzemeljski asteroid 433 Eros je Carl Gustav Witt odkril leta 1898. V 30. letih 20. stoletja so odkrili še več podobnih teles. Med njimi so bili najpomembnejši: 1221 Amor, 1862 Apolon, 2101 Adonis in končno 69230 Hermes, ki je v letu 1937 šel mimo Zemlje na razdalji 0,005 a.e. Astronomi so se začeli zavedati možnega trka z Zemljo.
Dva dogodka v kasnejših desetletjih sta povečala nivo zaskrbljenosti: vedno večje odobravanje teorije o izginotju dinozavrov Walterja Alvareza zaradi trčenja in opazovanje kometa Shoemaker-Levy 9, ki je leta 1994 trčil v Jupiter. Ameriška vojska je objavila tudi podatke iz svojih vojaških satelitov, namenjenih za odkrivanje jedrskih eksplozij, ki so zaznali stotine trkov teles v zgornjih delih ozračja z velikostjo od 1 do deset metrov.